# Eois tertulia
Eois tertulia là một loài bướm đêm trong họ Geometridae.